# Махир Бурековић
Махир Бурековић (Зеница, 4. фебруар 1958) босанскохерцеговачки је пјевач.
Рођен је у Јањићима крај Зенице. Углавном пјева уз оркестар Миће Николића, а познат је и као интерпретатор севдалинки. Пјевао је и за дијаспору.

## Дискографија
- Тужно ће бити прољеће без тебе (1980)
- Све се плаћа (1985)
- То није фер (1986)
- Тајна љубав (1987)
- Пробај ме (1988)
- Ти си моја љепотица (1989)
- Стани мала (1991)
- Медина (1993)
- Муџахедин (1994)
- Џихад (1995)
- Лагала си нек’ си (1996)
- Немам пара (1998)
- Жене, жене, жене (1997)
- Седам дана болујем (2000)
- Између вас (2002)
- Звијезда Даница (2005)
- Севдах (2009)
- Принцеза Дајана (2010)